# Rohrbuchbrücke
Die Rohrbuchbrücke ist eine 255 m lange Brücke der Bundesautobahn 3.
Das Bauwerk liegt im Spessart zwischen den Anschlussstellen Rohrbrunn und Marktheidenfeld und überspannt am Rohrberg das Rohrbuchtal mit einem Waldweg.

## Bauwerk 1960
Gebaut wurde die Überführung mit zwei getrennten Überbauten zwischen den Jahren 1959 und 1960. Sie hatte eine Höhe von maximal 37 m und fünf Öffnungen. Die Brücke war im Grundriss gerade. Das Längsgefälle betrug konstant 4 % Richtung Osten mit einem nach außen gerichteten Quergefälle von 1,5 %.

### Gründung und Unterbauten
Die Widerlager und Pfeiler waren flachgegründet. Die vier Pfeilerpaare hatten einen rechteckigen Stahlbetonhohlquerschnitt und waren bei den Pfeilerköpfen durch Querriegel mit einbetonierten Stahlfachwerkträgern miteinander verbunden.

### Überbauten
Die beiden nebeneinander liegenden Überbauten der Spannbetonbrücke waren Durchlaufträger mit einem Hohlkastenquerschnitt und konstanter Konstruktionshöhe von 4,0 m. Die Vorspannung bestanden aus internen Spanngliedern in Längs- und Querrichtung. Die Bodenplatte war 7,6 m breit und über den Pfeiler maximal 40 cm dick. Die Stegdicke variierte zwischen 50 cm und 80 cm. In Feldmitte und über den Auflagerachsen waren Querträger angeordnet.
Die Stützweiten betrugen für die 5-feldrige Brücke 47,0 m – 3 × 58 m – 47,0 m.

## Neubau 2019
Im Rahmen des sechsstreifigen Ausbaus der Autobahn wurde die Brücke durch einen Neubau ersetzt, der zwischen September 2016 und November 2019 südlich der alten Brücke errichtet wurde. Nach Herstellung des Überbaus der Richtungsfahrbahn Würzburg auf einem bodengestützten Traggerüst wurde der Verkehr Anfang 2018 auf diesen verlegt, die alte Brücke am 1. Juli 2018 gesprengt und danach begonnen den zweiten Überbau zu bauen. Aufgrund einer Kolonie von rund 500 Zwergfledermäusen in einem Brückenpfeiler musste die Sprengung verschoben werden. Der Gesamtwert des Bauauftrags war ursprünglich rund 12,3 Mio. € netto.
Das neue Brückenbauwerk hat sechs Felder und eine Gesamtlänge von 255 m. Die Stützweiten betragen in den beiden Endfeldern 36,50 m und den vier Innenfeldern 45,50 m. Als Querschnitte sind zweistegige Spannbetonplattenbalken mit konstanter Konstruktionshöhe von 2,3 m vorhanden. Die Richtungsfahrbahn Frankfurt weist eine Gesamtbreite von 19,05 m auf, die Richtungsfahrbahn Würzburg 17,55 m. Y-förmige, massive Pfeiler mit einer Bohrpfahlgründung tragen die Brücken.